# 프린세스 프린세스 (만화)
《프린세스 프린세스》(プリンセス・プリンセス)는 작가 츠다 미키요가 원작한 일본의 만화이다.

## 개요

### 프린세스 프린세스
남학교인 사립 후지모리 학원 고등부에는 「공주」제도가 있다. 이 특수한 제도를 알지 못하고 전학가 온 코노 토오루였지만, 그 미모로부터 「공주」로 선택되어 버린다. 내면에 여러 가지 생각해, 고민을 안는 주인공이 똑같이 「공주」로 선택된 동료들과 함께 행동해 나가는 가운데, 자신다움을 획득해 나간다.

#### 「공주」제도란
남자뿐인 학원 생활속, 학생들에게 활기와 정신적인 윤택을 주기 위해서 설치된 제도. 용모 단려인 1학년이 1년간, 여장을 해 교내 행사나 동아리동의 응원 등에 빌려진다.
「공주」로 선택되는 학생은 이상하게 우수한 인재가 대부분, 그것을 그리워하는 사람도 우수하다라고 되기 위해, 「공주」제도가 학원의 명성에 박차를 가하고 있다고 말해진다.학원의 이사장을 시작해 이사도 대부분이 「공주」경험자이며, 장년이면서 한 때의 모습을 가지는 미형 갖춤이다.
신년도의 「공주」는 전년도의 「공주」에 의해서 전형된 후, 생도회 및 전교생도의 승인을 거쳐 결정된다.
브로마이드 등의 상품도 제작 및 판매되어 마치 「아이돌」과 같이 제사 지내 올려지게 된다.
여장을 위해서 탈모등을 하거나 졸업식에 있어서의 은퇴 세레모니로 노래 및 구성의 셀프 프로듀스를 실시하거나 하는 등, 진짜 연예인 같은 프로 의식이 요구된다.
당연 「공주」의 부담은 크지만, 학교의 예산으로부터 「공주 예산」이 크게 할애해지고 있어 이하의 특전이 있다.
1. 「공주」로서의 일과 수업이 겹치는 경우는 공결취급이 된다.
2. 1개월에 대해 30매의 식권이 배급된다.
3. 학원 내에서의 생활 비품이 모두 무상으로 지급된다.
4. 학원 내에서 판매되는 사진의 초상권 사용료의 일부가 본인에게 환원된다.

덧붙여 거부했을 경우에는 단위가 적게 된다.

### 프린세스 프린세스+
「프린세스 프린세스」의 다음 해의 이야기. 신년도의 「공주」로 선택된 1학년의 이즈미 토모에와 마츠오카 타카시. 「서로 같을 「공주」로서 노력하고 있어 이렇게」라고 좋은 분인기로 일 년이 스타트한다. 그러나 이즈미가 유복한 가정의 후계자이라고 안 가난한 마츠오카는 「이즈미는 자신과는 다른 세계의 존재」라면 마음을 닫아 버린다. 그것을 안 구 「공주」 : 코노들이 두 명의 사이로 할 수 있던 벽을 파괴할 수 있도록 움직이기 시작한다.

## 서적
- 프린세스 프린세스
  - 제1권 (2002년 8월 (일본판) / 2002년 12월 23일 (국내판)) ISBN 978-4-403-61685-3
  - 제2권 (2003년 3월 (일본판) / 2003년 8월 2일 (국내판)) ISBN 978-4-403-61706-5
  - 제3권 (2004년 3월 (일본판) / 2004년 8월 1일 (국내판)) ISBN 978-4-403-61744-7
  - 제4권 (2005년 3월 (일본판) / 2005년 6월 27일 (국내판)) ISBN 978-4-403-61786-7
  - 제5권 (2006년 3월 (일본판) / 2006년 5월 25일 (국내판)) ISBN 978-4-403-61827-7
- 프린세스 프린세스+ (2007년 3월 (일본판) / 2007년 9월 29일 (국내판)) ISBN 978-4-403-61862-8
- 화집 「프린세스 프린세스 프리미엄」 (2007년 3월 (일본판) / 2007년 9월 18일 (국내판)) ISBN 978-4-403-65030-7

## 드라마 CD
- 2004년 - 신쵸칸으로부터 최초의 드라마 CD가 발매.
- 2006년 - 오리지날 스토리를 수록한 드라마 CD가 프런티어 워크스보다 전 4권으로 발매.
- 2006년 - WEB 라디오 「프린세스 프린세스 RADIO 후지모리 학원 A to Z」로 방송된 토크를 재편집해, 새롭게 게스트 토크를 수록한 「DJ·CD」 전 2권이 발매.

## TV 애니메이션
2006년 4월 5일부터 6월 21일까지 TV 아사히에서 방영되었다.

### 스태프
- 원작 : 츠다 미키요
- 감독 : 모토나가 케이타로
- 시리즈 구성 : 오모에 아케미
- 캐릭터 디자인 : 나카지마 아츠코
- 프롭 디자인 : 모리키 쇼고 (제1화), 요시다 히토시 (제2화 ~ 12화)
- 디자인 워크스 : 오사와 치호미 (제11화)
- 미술감독 : 시노다 쿠니히로시
- 색채 설계 : 마츠모토 신지
- 촬영감독 : 콘도 신요
- 편집 : 타쿠마 슌
- 음악 : 미즈키 카오루
- 음향감독 : 에비나 야스노리
- 프로듀서 : 와타나베 타카시, 츠지 히로시, 시바타 미트텔, 나카기시 스즈미, 코가미자 코우이치, 오오타 켄지
- 애니메이션 제작 : 스튜디오 딘
- 제작 : TV 아사히, 포니캐년, 후지모리 학원공주 후원회

### 성우
- 코노 토오루 : 후쿠야마 쥰
- 시호다니 유지로 : 박로미
- 유타카 미코토 : 카키하라 테츠야
- 사카모토 아키라 : 호시 소이치로
- 아리사다 슈야 : 카미야 히로시
- 나타쇼 카오루 : 카츠 안리
- 사카모토 하루미 : 노지마 켄지
- 코시노 마사유키 : 토리우미 코스케
- 하루에 와타루 : 테라시마 타쿠마
- 타다스 타카히로 : 미야시타 에이지
- 츠지 : 모리 노리히사
- 요시자와 메구미 : 타케우치 쥰코
- 유타카 마코토 : 하야미즈 리사
- 코노 사야카 : 히구치 치에코
- 류자키 이사장 : 나카무라 다이키

### 주제가
- 오프닝 테마 「너와 만나고 나서」
작사 · 노래 : 미야자와 아츠시 / 작곡 · 편곡 : 코니시
- 엔딩 테마 「미소를 주고 싶다」
작사 : 모리 유리코 / 작곡 · 편곡 : 수야마 쥰 / 노래 : team-F

### 캐릭터 송
- 「내일은 hallelujha」
노래 : 코노 토오루 (후쿠야마 쥰)
- 「장미의 규칙」
노래 : 시호다니 유지로 (박로미)
- 「큐티 하니」
노래 : 유타카 미코토 (카키하라 테츠야)

## TV 드라마
텔레비전 애니메이션판의 최종회가 방송된 다음주의 2006년 6월 28일부터 9월 13일까지 애니메이션판과 같은 시간범위로 전 10화가 방영되었다. 타이틀은 「프린세스 프린세스 D」와 말미에 「Drama」의 「D」가 붙여졌다.
텔레비전 드라마판에서는 유타카 미코토가 주인공으로 여겨졌다. 이야기는 텔레비전 드라마판 오리지날의 등장 인물인 수수께끼의 전학생 하나조노 오토야와 미코토를 시작으로 하는 「공주」 및 생도회와의 대립, 그리고 애니메이션판에서는 컷 된 생도회장 선거를 축으로 해 전개해간다.
덧붙여 원작의 라스트를 장식한 「공주 은퇴 세레모니」는 영상화되지 않았다.

### 스태프
- 감독 : 마나베 아키히토
- 각본 : 다카미 켄지, 마나베 아키히토
- 오프닝 영상 연출 : 다카하시 료헤이

### 출연
- 코노 토오루 : 사토 타케루
- 시노다니 유지로 : 후지타 레이
- 유타카 미코토 : 카마가리 켄타
- 하나조노 오토야 : 나카무라 유이치
- 사카모토 아키라 : 시부야 켄토
- 모리 란타 : 카즈마
- 쿠죠인 하루카 : 이시구로 히데오

### 주제가
- 오프닝 테마 「VEGA」
노래 : midnightPumpkin
- 엔딩 테마 「Treasure」
노래 : 유타카 미코토 (카마가리 켄타) / 코노 토오루 (사토 다케루) / 시노다니 유지로 (후지타 레이)

## 게임
2006년 10월 26일 발매. 타이틀은 「프린세스 프린세스 공주들의 위험한 방과후」. 장르는 어드벤쳐. 대응 기종은 PS2. 제작은 마벨러스 엔터테인먼트.
풀 보이스 시스템으로 캐스트는 애니메이션판에 준거하고 있다. 스토리는 원작이 기본이 되고 있지만, 오리지날의 설정도 있어 「안되어의 공주」라고 그것을 포함한 「후지모리 학원 일곱가지 불가사의」라고 하는 괴담 이야기가 등장한다.
호감도 시스템이 이용되고 있어 선택사항에 의해서 발생하는 이벤트의 내용이나, 엔딩이 변화한다. 또, 전개 하기에 따라 원작 · 애니메이션판에는 등장하지 않는 공주의 의상도 등장한다.
주로 원작, 애니메이션의 주인공인 코노 토오루의 시점에서 플레이 하지만, 때때로, 시호다니 유지로와 유타카 미코토, 사카모토 아키라의 시점도 섞이는 것이 특징.